# Melina Perez
Melina Nava Pérez, znana jako Melina (ur. 9 marca 1979 w Los Angeles) – amerykańska modelka oraz profesjonalna wrestlerka, która obecnie jest związana kontraktem z National Wrestling Alliance (NWA). Najbardziej znana jest podczas swojej kadencji w WWE, gdzie występowała pod pseudonimem Melina i pięciokrotnie organizowała tam mistrzostwa kobiet.

## Życie osobiste
Do 2015 roku była dziewczyną zawodnika WWE Johna Morrisona.

## Kariera wrestlerki
Perez rozpoczęła karierę jako modelka. Wygrała konkurs Miss Kalifornii, a także konkurs na modelkę ubrań sportowych firmy Nike. Zawodowym zapaśnikiem zdecydowała się zostać po rozmowie w 2000 z zawodnikiem EWF (Empire Wrestling Federation), Mikiem Hendersonem. Perez rozpoczęła szkolenie w Jesse Hernandez's School of Hard Knocks w San Bernardino w Kalifornii, a jej debiut zawodowy miał miejsce w kwietniu 2002. Pod koniec 2002 Perez wzięła udział w castingu do reality show World Wrestling Entertainment Tough Enough III, dostała się tam do 1/21 finału nim została wyeliminowana. Jej występ w reality show zapoczątkował karierę zawodowej wrestlerki w WWE.
Zaczynała jako menedżer grupy "MNM". 19 lutego 2007 wygrała swoje pierwsze WWE Women's Championship, co zapoczątkowało jej singlową karierę. Straciła je 2 miesiące później, ale na krótko, bo odzyskała tytuł tego samego dnia od Mickie James. Ostatni raz sięgnęła po ten tytuł w styczniu 2009 na Royal Rumble, kiedy pokonała Beth Phoenix. Po tym jak straciła tytuł na rzecz Michelle McCool zrobiła sobie przerwę. Powróciła jako członek Raw, pokonując Jillian Hall (która dopiero co zdobyła tytuł Divas od Mickie James), aby zdobyć WWE Divas Championship. Niecałe trzy miesiące później została zmuszona opuścić tytuł z powodu kontuzji. Po powrocie skutecznie wyzwała ówczesną Divas Champion, Alicię Fox o jej tytuł na SummerSlam. Na Night of Champions przegrała mecz, który zunifikował Women's i Divas Championship, na rzecz tytułu Div, z Michelle McCool. 5 sierpnia 2011 roku Melina została zwolniona z WWE.
Po zwolnieniu, Melina walczyła jako wolny agent. 5 listopada 2016 wygrała MCW Women's Championship. Jej panowanie trwało rekordowo 350 dni, a następnie opuściła tytuł z powodu kontuzji.
W 2019 rozpoczęła pracę dla National Wrestling Alliance (NWA), a jej kontrakt z firmą wygasł we wrześniu 2020. Mówiono również o potencjalnym powrocie Perez do WWE, lecz Melina zaprzeczyła tym plotkom. Od tamtej pory jest wolnym agentem.
W grudniu 2020, ogłoszono, że Melina wystąpi w specjalnym odcinku WWE Raw, przeznaczonym dla legend federacji, który odbył się 4 stycznia 2021, pod nazwą Raw Legends Night.

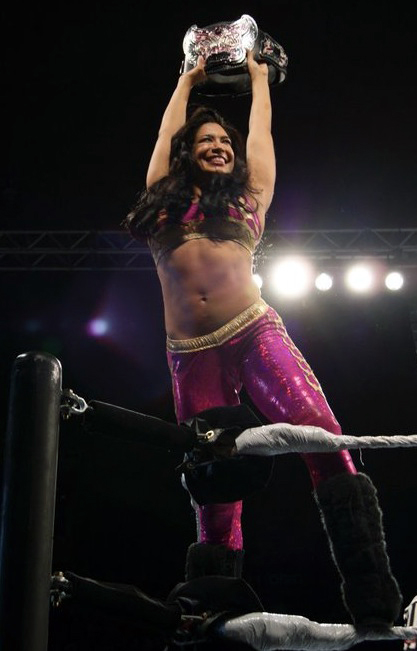
Melina jako mistrzyni WWE Divas

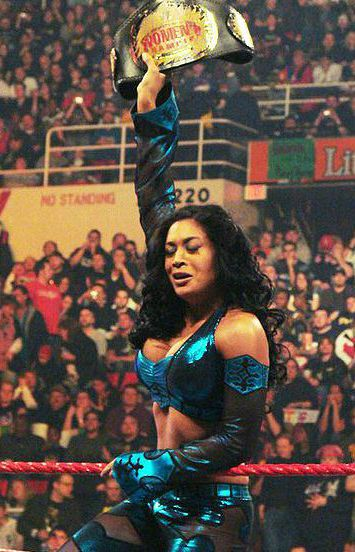
Melina jako mistrzyni WWE kobiet

## Mistrzostwa i osiągnięcia
- Pro Wrestling Illustrated
  - PWI sklasyfikowało ją na 8. miejscu spośród 50. najlepszych wrestlerek 2008[13]
  - PWI sklasyfikowało ją jako 3. z 50. najlepszych wrestlerek roku 2009.

- World Wrestling Entertainment (WWE)
  - WWE Women’s Championship (3 razy)
  - WWE Divas Championship (2 razy)
- Battle Championship Wrestling
  - BCW Women's Championship (1 raz)[14]
- Face 2 Face Wrestling
  - F2F Women's Championship (1 raz)[15]
- Maryland Championship Wrestling
  - MCW Women's Championship (1 raz)[9]
- Southside Wrestling Entertainment
  - Queen of Southside Championship (1 raz)[16]
  - Queen of the Ring (2016)[17]
- Warriors of Wrestling
  - WOW Women's Championship (1 raz)[18]
- The Baltimore Sun
  - Woman of the Year (2009)[19]